# Movimento Ora
Movimento Ora (in finlandese Liike Nyt, in svedese Rörelse nu) è un movimento politico finlandese.
Il Movimento Ora fu fondato dall'allora parlamentare del Partito di Coalizione Nazionale (Kok) Harry "Hjallis" Harkimo e da altre sette persone.
Il 14 novembre 2019 il movimento è stato registrato come partito.

## Risultati delle elezioni

### Elezioni parlamentari
| Elezioni | Voti   | %     | Seggi totali | Posizione   |
| -------- | ------ | ----- | ------------ | ----------- |
| 2019     | 69.427 | 2,25% | 1 / 200      | Opposizione |
| 2023     | 74 962 | 2,42% | 1 / 200      | Opposizione |